# Kintyre (Halbinsel)
Kintyre (schottisch-gälisch Cinn Tìre, [kʲʰiɲˈtʲʰiːɾʲə]), genannt auch Kintyre-Halbinsel, ist eine längliche Halbinsel im Westen Schottlands in der Council Area Argyll and Bute beziehungsweise der traditionellen Grafschaft Argyll. Über diese Halbinsel besteht die kürzeste Verbindung nach Nordirland, mit einer Entfernung von 21 Kilometern über das Meer liegt Nordirland hier in Sichtweite.

## Geographie
Der Norden der Halbinsel zählt nicht zur Kintyre-Halbinsel und heißt Knapdale. Dort liegt auf dem Isthmus zwischen West und East Loch Tarbert der Hafenort Tarbert. Westlich liegen die bewohnten Inseln Gigha und Islay und östlich die Insel Arran. Zu den drei Inseln bestehen zumindest im Sommer Fährverbindungen.
Mull of Kintyre (Mull = Kap, Vorgebirge) ist die Südspitze der Halbinsel, wo auf der Klippe ein Leuchtturm steht. Der Ort Southend an der Südspitze ist 77 Straßenkilometer vom Nordende in Tarbert entfernt.
Zu den weiteren Ortschaften neben dem Hauptort Campbeltown zählen Achinhoan, Bellochantuy, Carradale, Clachan, Claonaig, Dippen, Drumlemble, Glenbarr, Grogport, Kennacraig, Kilchenzie, Killean, Machrihanish, Muasdale, Peninver, Saddell, Skipness, Southend, Stewarton, Tarbert, Tayinloan, Torrisdale, West Tarbert und Whitehouse.

## Geschichte
Es wird angenommen, dass die Besiedlung der irischen Insel durch Jäger und Sammler, später auch durch Ackerbauern über Kintyre erfolgte.
Auf der kargen Halbinsel liegen die prähistorischen Duns und Forts Carradale, Dun Skeig, Dun Kildonan und Ranachan Hillfort, die Steinreihe von Ballochroy sowie die Clyde Tombs von Blasthill nahe Southend und Beacharra.
Campbeltown war im ausgehenden 19. Jahrhundert ein Zentrum der Whisky-Herstellung. Heute gibt hier nur noch drei Brennereien – Springbank, Glen Scotia und Glengyle.

## Verkehr

### Busverkehr
Eine private Firma betreibt eine Buslinie auf der Kintyre-Halbinsel.

### Flugverkehr
Flüge verkehren zwischen Glasgow und dem Campbeltown Airport.

### Fähren
Folgende Routen werden bedient:
- Tarbert (Kintyre)–Lochranza (Arran)
- Kennacraig–Port Ellen (Islay)
- Tayinloan–Gigha
- Tarbert–Portavadie
- Campbeltown–Ballycastle (Nordirland), nur im Sommer
- Campbeltown–Ardrossan, nur im Sommer
- Claonaig–Lochranza, nur im Sommer

### Kanal
Als „schönste Abkürzung Großbritanniens“ erspart der Crinan Canal Segel- und Motoryachten die weite (und gefährliche) Umfahrung der Halbinsel.

### Wanderweg
Der 2006 eröffnete Fernwanderweg Kintyre Way erstreckt sich über 141 Kilometer von Tarbert am nördlichen Ende der Halbinsel nach Southend im Süden. Der markierte Weg führt kreuz und quer über die Halbinsel.

## Sonstiges
Das Lied Mull of Kintyre von Paul McCartney und seiner Band Wings, die auf der in Kintyre befindlichen Farm von Paul und Linda McCartney das Musikstück aufnahmen, beschreibt das Gefühl beim Anblick des Mull of Kintyre.
Der Mull-of-Kintyre-Test war angeblich bis 2003 eine inoffizielle Faustregel der britischen Filmzensur. Danach durfte in keinem Film eine Erektion gezeigt werden, bei der ein Penis einen höheren Winkel zur Senkrechten bildete als die (auf einer Landkarte penisähnlich aussehende) Kintyre-Halbinsel zum schottischen Festland. Nach Angaben einer Sprecherin handelt es sich um eine moderne Sage.